# آب‌سنگ حلقوی کواجالین
کواجالین (انگلیس: Kwajalein، در زبان مارشالی: Kuwajleen) نام آبسنگی حلقوی (آتولی) است در جمهوری جزایر مارشال.

## جغرافیا

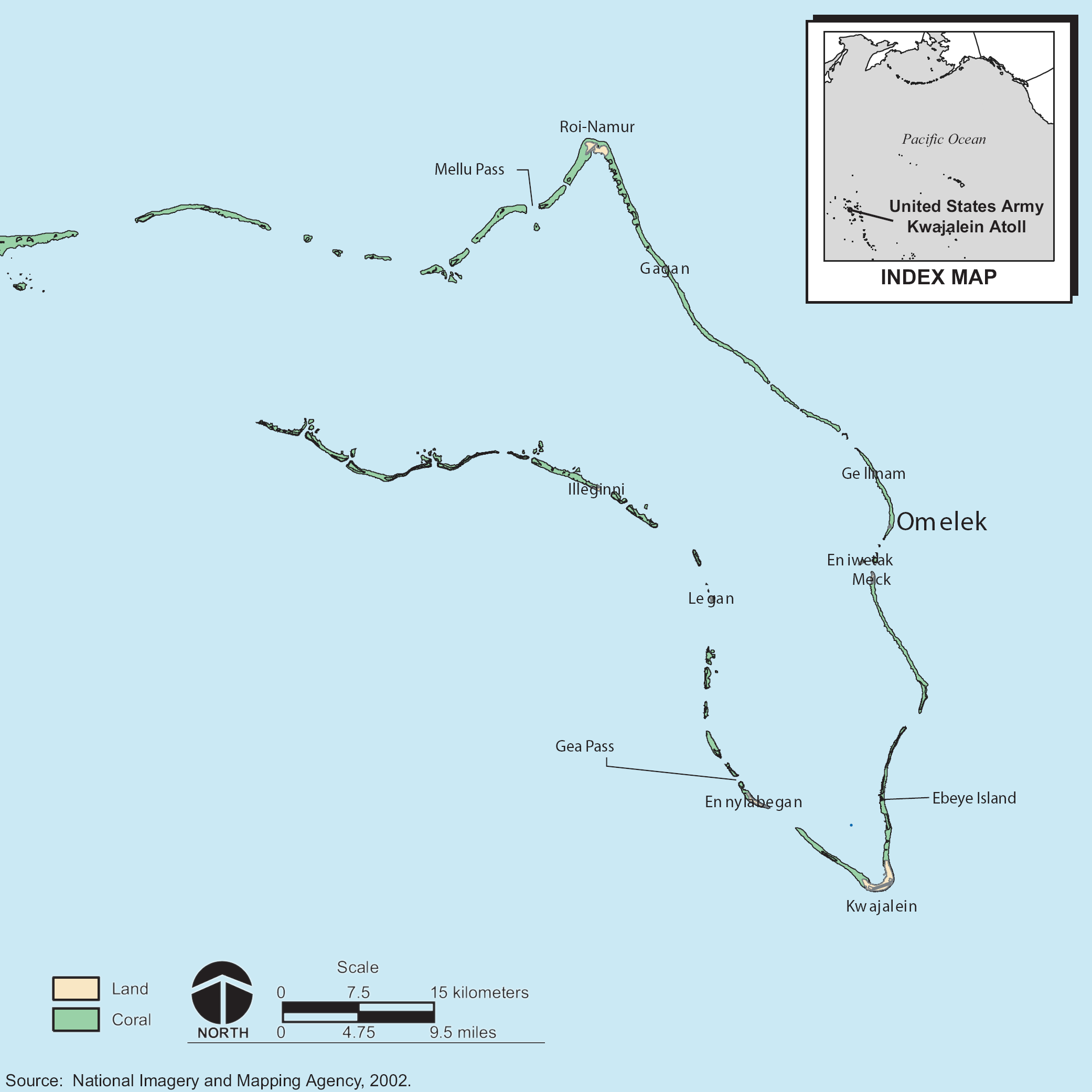

کواجالین در زنجیره رالیک در ۳۹۰۰ کیلومتری جنوب غربی هونولولو مرکز هاوایی قرار دارد.
کواجالین از بزرگ‌ترین آب‌سنگ‌های مرجانی در جهان است. با ۹۷ جزیره، مساحت خشکی در آن ۶٫۳۳ کیلومتر مربع است.
این آتول یکی از بزرگ‌ترین مرداب‌های جهان (با مساحت ۸۳۹٫۳۰ کیلومتر مربع) را دربر گرفته‌است.

## تاریخچه
در سال ۱۹۴۴ ایالات متحده آمریکا طی نبردی به نام نبرد کواجالین، جزایر این آبسنگ را از ژاپنی‌ها تصرف کرد.
از ۹۷ جزیره در این آتول، امروزه یازده جزیره توسط آمریکا برای استقرار رادارها و موشک‌های ردیابی و دفاعی بکار می‌روند.

## جزایر مهم

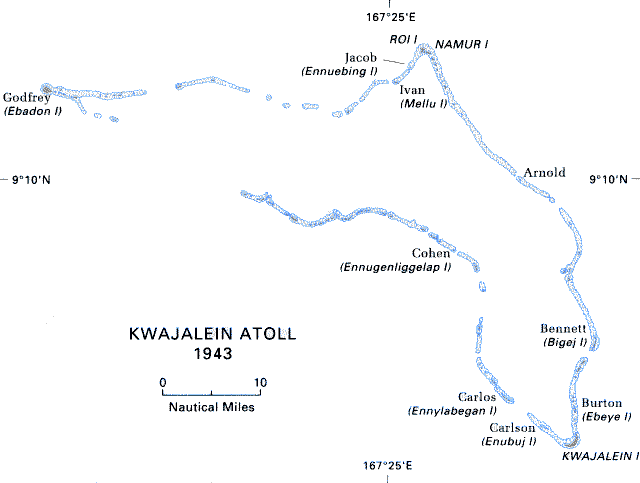
نقشه آتول کواجالین: جیکوب، آرنولد و غیره از اسم شب‌های جزایر این آتول در جنگ جهانی دوم بوده‌اند.

- ابیه
- ابادون
- مک
- روی-نامور
- بیگج
- لگان
- اوملک
- لیتل باسترد
- نل